# Boulton Paul Overstrand
Boulton Paul P.75 Overstrand là một loại máy bay ném bom hạng trung hai tầng cánh của Không quân Hoàng gia Anh.

## Quốc gia sử dụng
Anh Quốc
- Không quân Hoàng gia
- Các đơn vị ở thê đội hai của RAF[1]

## Tính năng kỹ chiến thuật
Dữ liệu lấy từ the British Bomber since 1914 
Đặc điểm tổng quát
- Kíp lái: 3 hoặc 4
- Chiều dài: 46 ft 0 in (14,02 m)
- Sải cánh: 72 ft 0 in (21,95 m)
- Chiều cao: 15 ft 6 in (4,73 m)
- Diện tích cánh: 980 ft² (91,1 m²)
- Trọng lượng rỗng: 7.936 lb (3.607 kg)
- Trọng lượng cất cánh tối đa: 11.923 lb (5.420 kg)
- Động cơ: 2 × Bristol Pegasus II.M3, 580 hp (433 kW)  mỗi chiếc

 Hiệu suất bay 
- Vận tốc cực đại: 148 mph (129 knot, 238 km/h) trên độ cao 6.500 ft (1.980 m)
- Tầm bay: 545 mi (474 hải lý, 872 km)
- Trần bay: 21.300 ft (6.490 m)
- Tải trên cánh: 12,2 lb/ft² (59,4 kg/m²)
- Công suất/trọng lượng: 0,097 hp/lb (0,16 kW/kg)
- Leo lên độ cao 6.500 ft (1.980 m): 5 phút 24 giây

Trang bị vũ khí

- Súng: 3 × súng máy Lewis .303 in (7,7 mm)
- Bom: 1.500 lb (680 kg) bom (2 × quả 500 lb/227 kg và 2 × quả 250 lb/113 kg) và 4 × quả 20 lb (9 kg)